# 新疆都市报
《新疆都市报》，创刊于1998年10月9日，是由《新疆日报》主管主办的子报，也是乌鲁木齐第一张综合性都市类报纸。
2018年6月30日，《新疆都市报》公布停刊致读者公告。